# Alcantara (materiale)
L'Alcantara è un materiale di rivestimento sintetico a marchio registrato, prodotto e commercializzato dall'omonima azienda.
I principali settori di impiego sono l'industria automobilistica, l'arredamento, la nautica da diporto, l'abbigliamento, la moda.
Il termine ha una radice araba (القنطرة‎, al-qanṭarah) e significa "il ponte".
Viene prodotto negli stabilimenti italiani dell'azienda.

## Storia
Nel 1970 Miyoshi Okamoto, un ricercatore giapponese, deposita il brevetto per la realizzazione di un materiale di rivestimento, che verrà commercializzato con il nome di Alcantara.

## Composizione
Alcantara è un tessuto non tessuto composto dal 68% di microfibra di poliestere coagulata e, per il restante 32%, di poliuretano. Questo rende il prodotto duraturo e resistente alle macchie.
Esistono alcune versioni progettate per ritardare le fiamme in applicazioni inerenti al mondo dell'auto e all'arredamento.

## Caratteristiche

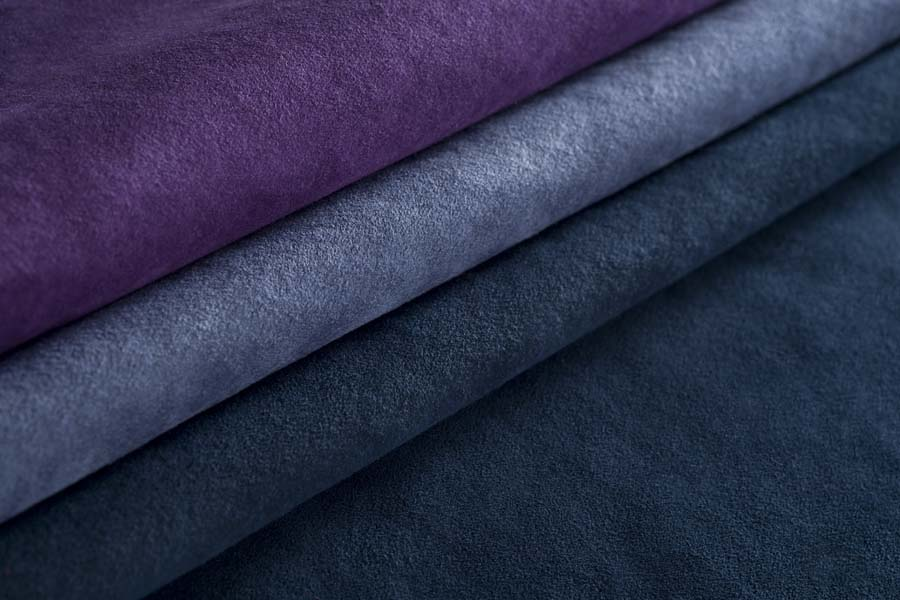
Il materiale di rivestimento Alcantara

Ottenuto dalla particolare combinazione di un processo di filatura e di numerosi processi di produzione tessili e chimici, l'Alcantara è un materiale estremamente resistente ma anche morbido, adatto a molteplici impieghi.
Presenta elevate proprietà funzionali e caratteristiche tecniche differenziate a seconda del settore e della specifica applicazione. Il suo aspetto superficiale può essere modificato in termini di colore (45 colori disponibili), spessore (da 0,4 a 1,2 millimetri), proprietà tecniche e altre lavorazioni di superficie.